# Lipová (powiat Prościejów)
Lipová – gmina w Czechach, w powiecie Prościejów, w kraju ołomunieckim. Według danych z dnia 1 stycznia 2012 liczyła 744 mieszkańców.
Składa się z trzech części:
- Lipová
- Hrochov
- Seč

Zobacz też:
- Lipová